# Лучане (Бујановац)
Лучане је насеље у Србији, у општини Бујановац, у Пчињском округу. Према попису из 2022. живело је 1.074 становника.

## Демографија
У насељу Лучане живи 676 пунолетних становника, а просечна старост становништва износи 29,1 година (28,0 код мушкараца и 30,2 код жена). У насељу има 188 домаћинстава, а просечан број чланова по домаћинству је 5,80.
Ово насеље је великим делом насељено Албанцима (према попису из 2002. године).
|  |

| Демографија | Демографија | Демографија |
| Година      | Становника  | Становника  |
| ----------- | ----------- | ----------- |
| 1948.       | 878         |             |
| 1953.       | 916         |             |
| 1961.       | 997         |             |
| 1971.       | 1.111       |             |
| 1981.       | 1.110       |             |
| 1991.       | 957         | 836         |
| 2002.       | 1.091       | 1.538       |
| 2022.       | 1.074       |             |

| Етнички састав према попису из 2002.‍ | Етнички састав према попису из 2002.‍ | Етнички састав према попису из 2002.‍ | Етнички састав према попису из 2002.‍ | Етнички састав према попису из 2002.‍ |
| ------------------------------------ | ------------------------------------ | ------------------------------------ | ------------------------------------ | ------------------------------------ |
|                                      |                                      |                                      |                                      |                                      |
| Албанци                              | Албанци                              |                                      | 1.089                                | 99,81%                               |
| Срби                                 | Срби                                 |                                      | 1                                    | 0,09%                                |
| непознато                            | непознато                            |                                      | 1                                    | 0,09%                                |

| Година пописа     | 1948. | 1953. | 1961. | 1971. | 1981. | 1991. | 2002. |
| ----------------- | ----- | ----- | ----- | ----- | ----- | ----- | ----- |
| Број домаћинстава | 128   | 132   | 150   | 175   | 170   | 149   | 188   |

| Број чланова      | 1  | 2  | 3  | 4  | 5  | 6  | 7  | 8  | 9 | 10 и више | Просек |
| ----------------- | -- | -- | -- | -- | -- | -- | -- | -- | - | --------- | ------ |
| Број домаћинстава | 10 | 15 | 10 | 25 | 30 | 33 | 26 | 10 | 8 | 21        | 5,80   |

| Пол    | Укупно | Неожењен/Неудата | Ожењен/Удата | Удовац/Удовица | Разведен/Разведена | Непознато |
| ------ | ------ | ---------------- | ------------ | -------------- | ------------------ | --------- |
| Мушки  | 339    | 101              | 220          | 17             | 0                  | 1         |
| Женски | 394    | 101              | 254          | 32             | 3                  | 4         |
| УКУПНО | 733    | 202              | 474          | 49             | 3                  | 5         |

| Пол    | Укупно                    | Пољопривреда, лов и шумарство | Рибарство                            | Вађење руде и камена | Прерађивачка индустрија       |
| ------ | ------------------------- | ----------------------------- | ------------------------------------ | -------------------- | ----------------------------- |
| Мушки  | 137                       | 79                            | 0                                    | 0                    | 3                             |
| Женски | 70                        | 64                            | 0                                    | 0                    | 0                             |
| УКУПНО | 207                       | 143                           | 0                                    | 0                    | 3                             |
| Пол    | Производња и снабдевање   | Грађевинарство                | Трговина                             | Хотели и ресторани   | Саобраћај, складиштење и везе |
| Мушки  | 0                         | 0                             | 7                                    | 1                    | 1                             |
| Женски | 0                         | 0                             | 0                                    | 0                    | 0                             |
| УКУПНО | 0                         | 0                             | 7                                    | 1                    | 1                             |
| Пол    | Финансијско посредовање   | Некретнине                    | Државна управа и одбрана             | Образовање           | Здравствени и социјални рад   |
| Мушки  | 0                         | 0                             | 1                                    | 9                    | 0                             |
| Женски | 0                         | 0                             | 0                                    | 1                    | 4                             |
| УКУПНО | 0                         | 0                             | 1                                    | 10                   | 4                             |
| Пол    | Остале услужне активности | Приватна домаћинства          | Екстериторијалне организације и тела | Непознато            | Непознато                     |
| Мушки  | 5                         | 0                             | 0                                    | 31                   | 31                            |
| Женски | 0                         | 0                             | 0                                    | 1                    | 1                             |
| УКУПНО | 5                         | 0                             | 0                                    | 32                   | 32                            |